# Podosilis elongaticornis
Podosilis elongaticornis es una especie de coleóptero de la familia Cantharidae.

## Distribución geográfica
Habita en Yunnan (China).